# 菲利普斯敦 (伊利諾伊州)
菲利普斯敦（英語：Phillipstown）是位於美國伊利諾伊州懷特縣的一個村落。

## 地理
菲利普斯敦的座標為38°08′12″N 89°01′13″W / 38.13667°N 89.02028°W，而該地最高點為海拔高度149米（即489英尺）。

## 人口
根據2010年美國人口普查的數據，菲利普斯敦的面積為0.71平方千米，當中陸地面積為0.71平方千米，而水域面積為0.01平方千米。當地共有人口44人，而人口密度為每平方千米61人。